# Mill Brook (dopływ Big Brook)
Mill Brook – strumień (brook) w kanadyjskiej prowincji Nowa Szkocja, w hrabstwie Cape Breton, płynący w kierunku północno-wschodnim i uchodzący do Big Brook; nazwa urzędowo zatwierdzona 3 grudnia 1953.